# Relación masa-luz
En astrofísica y cosmología física, la relación masa-luz, normalmente designada con la letra griega ípsilon, ϒ, es el cociente entre la masa total de un volumen espacial (típicamente en las escalas de una galaxia o un cúmulo ) y su luminosidad . Estas relaciones a menudo se referencian utilizando el valor calculado para el Sol como una relación de línea de base que es una constante ϒ☉ = 5133 kg/W : igual a la masa solar M ☉ dividida por la luminosidad solar L ☉ . Las proporciones de masa a luz de las galaxias y los cúmulos son mucho mayores que ϒ☉ debido en parte al hecho de que la mayor parte de la materia en estos objetos no reside dentro de las estrellas y las observaciones sugieren que una gran fracción está presente en forma de materia oscura.
Las luminosidades se obtienen a partir de observaciones fotométricas, corrigiendo el brillo observado del objeto por los efectos de atenuación por la distancia y extinción. En general, a menos que se obtenga un espectro completo de la radiación emitida por el objeto, un modelo debe extrapolarse mediante la ley potencial o ajustes de cuerpo negro. La luminosidad así obtenida se conoce como luminosidad bolométrica.
Las masas a menudo se calculan a partir de la dinámica del sistema virializado o de lentes gravitacionales. Las proporciones típicas de masa a luz para galaxias varían de 2 a 10 ϒ☉ mientras que en las escalas más grandes, la relación masa-luz del universo observable es aproximadamente 100 ϒ☉, de acuerdo con el modelo cosmológico de mejor ajuste actual.